# Science-Fiction-Jahr 1953
Übersicht

◄◄ | ◄ | 1949 | 1950 | 1951 | 1952 | Science-Fiction-Jahr 1953 | 1954 | 1955 | 1956 | 1957 | ► | ►►

Weitere Ereignisse

## Ereignisse
- Der Hugo Award wurde das erste Mal ausgelobt.